# Гаинцево
Гаинцево — деревня в Кочёвском районе Пермского края. Входит в состав Кочёвского сельского поселения. Располагается юго-западнее районного центра, села Кочёво, на берегу реки Лемья. Расстояние до районного центра составляет 12 км. По данным Всероссийской переписи населения 2010 года, в деревне проживало 10 человек (4 мужчины и 6 женщин).

## История
По данным на 1 июля 1963 года, в деревне проживало 172 человека. До конца 1962 года населённый пункт входил в состав Дуровского сельсовета, а в 1963 году деревня вошла в состав Кочёвского сельсовета.